# Saison 2022-2023 des Celtics de Boston
La saison 2022-2023 des Celtics de Boston est la 77e saison de la franchise en National Basketball Association (NBA).

## Draft
| Tour | Choix | Joueur     | Poste | Nationalité | Provenance                |
| ---- | ----- | ---------- | ----- | ----------- | ------------------------- |
| 2    | 53    | JD Davison | G     | États-Unis  | Crimson Tide de l'Alabama |

## Matchs

### Summer League
| Summer League Total: 3-2 |

| Match | Date match | Équipe       | Score     | Meilleur marqueur   | Meilleur rebondeur     | Meilleur passeur | Lieux Spectateurs      | Série |
| ----- | ---------- | ------------ | --------- | ------------------- | ---------------------- | ---------------- | ---------------------- | ----- |
| 1     | 9 juillet  | Miami        | D 78-88   | Matt Ryan (15)      | Quatre joueurs (6)     | JD Davison (6)   | Cox Pavilion 0         | 0 - 1 |
| 2     | 11 juillet | Milwaukee    | V 111-109 | Matt Ryan (23)      | Mfiondu Kabengele (11) | JD Davison (6)   | Cox Pavilion 0         | 1 - 1 |
| 3     | 12 juillet | Golden State | V 103-92  | Justin Jackson (24) | Mfiondu Kabengele (13) | JD Davison (9)   | Cox Pavilion 0         | 2 - 1 |
| 4     | 14 juillet | Memphis      | V 108-91  | JD Davison (28)     | Trevion Williams (11)  | JD Davison (10)  | Thomas & Mack Center 0 | 3 - 1 |
| 5     | 16 juillet | Brooklyn     | D 95-102  | Juhann Begarin (25) | Juhann Begarin (7)     | JD Davison (10)  | Thomas & Mack Center 0 | 3 - 2 |

### Pré-saison
| Pré-saison Total: 2-2 (Domicile : 1-1; Extérieur : 1-1) |

| Match | Date match | Équipe      | Score          | Meilleur marqueur | Meilleur rebondeur | Meilleur passeur     | Lieux Spectateurs                     | Série |
| ----- | ---------- | ----------- | -------------- | ----------------- | ------------------ | -------------------- | ------------------------------------- | ----- |
| 1     | 2 octobre  | Charlotte   | V 134-93       | Jaylen Brown (24) | Noah Vonleh (9)    | Malcolm Brogdon (9)  | TD Garden 19 156                      | 1 - 0 |
| 2     | 5 octobre  | Toronto     | D 119-125 (OT) | Jaylen Brown (23) | Jayson Tatum (10)  | Malcolm Brogdon (9)  | TD Garden 19 156                      | 1 - 1 |
| 3     | 7 octobre  | @ Charlotte | V 112-103      | Jaylen Brown (19) | Noah Vonleh (13)   | Payton Pritchard (7) | Greensboro Coliseum Fieldhouse 16 119 | 2 - 1 |
| 4     | 14 octobre | @ Toronto   | D 134-137 (OT) | Brown, White (23) | Jayson Tatum (9)   | Jayson Tatum (5)     | Bell Centre 21 900                    | 2 - 2 |

### Saison régulière
| Saison régulière Total: 57-25 (Domicile : 32-9; Extérieur : 25-16) |

| Match | Date match | Équipe       | Score          | Meilleur marqueur | Meilleur rebondeur     | Meilleur passeur | Lieux Spectateurs    | Série |
| ----- | ---------- | ------------ | -------------- | ----------------- | ---------------------- | ---------------- | -------------------- | ----- |
| 1     | 18 octobre | Philadelphie | V 126-117      | Brown, Tatum (35) | Jayson Tatum (12)      | Marcus Smart (7) | TD Garden 19 156     | 1 - 0 |
| 2     | 21 octobre | @ Miami      | V 111-104      | Jayson Tatum (29) | White, G. Williams (7) | Jayson Tatum (4) | FTX Arena 19 600     | 2 - 0 |
| 3     | 22 octobre | @ Orlando    | V 126-120      | Jayson Tatum (40) | Jayson Tatum (9)       | Marcus Smart (8) | Amway Center 19 299  | 3 - 0 |
| 4     | 24 octobre | @ Chicago    | D 102-120      | Jayson Tatum (26) | Jayson Tatum (8)       | Marcus Smart (6) | United Center 17 673 | 3 - 1 |
| 5     | 28 octobre | Cleveland    | D 123-132 (OT) | Brown, Tatum (32) | Jaylen Brown (8)       | Marcus Smart (7) | TD Garden 19 156     | 3 - 2 |
| 6     | 30 octobre | Washington   | V 112-94       | Jaylen Brown (24) | Jaylen Brown (10)      | Marcus Smart (6) | TD Garden 19 156     | 4 - 2 |

| Match | Date match  | Équipe                | Score          | Meilleur marqueur | Meilleur rebondeur      | Meilleur passeur   | Lieux Spectateurs                 | Série  |
| ----- | ----------- | --------------------- | -------------- | ----------------- | ----------------------- | ------------------ | --------------------------------- | ------ |
| 7     | 2 novembre  | @ Cleveland           | D 113-114 (OT) | Jaylen Brown (30) | Horford, Tatum (12)     | Tatum, White (6)   | Rocket Mortgage FieldHouse 19 432 | 4 - 3  |
| 8     | 4 novembre  | Chicago               | V 123-119      | Jayson Tatum (36) | Jayson Tatum (12)       | Jayson Tatum (6)   | TD Garden 19 156                  | 5 - 3  |
| 9     | 5 novembre  | @ New York            | V 133-118      | Jayson Tatum (30) | Noah Vonleh (7)         | Marcus Smart (11)  | Madison Square Garden 19 812      | 6 - 3  |
| 10    | 7 novembre  | @ Memphis             | V 109-106      | Jayson Tatum (39) | Malcolm Brogdon (10)    | Marcus Smart (12)  | FedExForum 17 371                 | 7 - 3  |
| 11    | 9 novembre  | Détroit               | V 128-112      | Jayson Tatum (31) | Derrick White (8)       | Marcus Smart (11)  | TD Garden 19 156                  | 8 - 3  |
| 12    | 11 novembre | Denver                | V 131-112      | Jayson Tatum (34) | Brown, Tatum (8)        | Jaylen Brown (8)   | TD Garden 19 156                  | 9 - 3  |
| 13    | 12 novembre | @ Détroit             | V 117-108      | Jayson Tatum (43) | Tatum, G. Williams (10) | Marcus Smart (10)  | Little Caesars Arena 20 190       | 10 - 3 |
| 14    | 14 novembre | Oklahoma City         | V 126-122      | Jayson Tatum (27) | Al Horford (11)         | Marcus Smart (8)   | TD Garden 19 156                  | 11 - 3 |
| 15    | 16 novembre | @ Atlanta             | V 126-101      | Jaylen Brown (22) | Al Horford (11)         | Derrick White (10) | State Farm Arena 18 165           | 12 - 3 |
| 16    | 18 novembre | @ La Nouvelle-Orléans | V 117-109      | Jaylen Brown (27) | Jaylen Brown (10)       | Jayson Tatum (10)  | Smoothie King Center 17 828       | 13 - 3 |
| 17    | 21 novembre | @ Chicago             | D 107-121      | Jayson Tatum (28) | Jayson Tatum (11)       | Marcus Smart (8)   | United Center 20 786              | 13 - 4 |
| 18    | 23 novembre | Dallas                | V 125-112      | Jayson Tatum (37) | Jayson Tatum (13)       | Marcus Smart (9)   | TD Garden 19 156                  | 14 - 4 |
| 19    | 25 novembre | Sacramento            | V 122-104      | Jayson Tatum (30) | Jayson Tatum (8)        | Horford, Smart (5) | TD Garden 19 156                  | 15 - 4 |
| 20    | 27 novembre | Washington            | V 130-121      | Jaylen Brown (36) | Grant Williams (7)      | Marcus Smart (7)   | TD Garden 19 156                  | 16 - 4 |
| 21    | 28 novembre | Charlotte             | V 140-105      | Jayson Tatum (35) | Luke Kornet (8)         | Marcus Smart (15)  | TD Garden 19 156                  | 17 - 4 |
| 22    | 30 novembre | Miami                 | V 134-121      | Jayson Tatum (49) | Jayson Tatum (11)       | Marcus Smart (9)   | TD Garden 19 156                  | 18 - 4 |

| Match | Date match  | Équipe          | Score          | Meilleur marqueur | Meilleur rebondeur       | Meilleur passeur    | Lieux Spectateurs       | Série   |
| ----- | ----------- | --------------- | -------------- | ----------------- | ------------------------ | ------------------- | ----------------------- | ------- |
| 23    | 2 décembre  | Miami           | D 116-120 (OT) | Jaylen Brown (37) | Jaylen Brown (14)        | Marcus Smart (9)    | TD Garden 19 156        | 18 - 5  |
| 24    | 4 décembre  | @ Brooklyn      | V 103-92       | Jaylen Brown (34) | Jayson Tatum (11)        | Malcolm Brogdon (8) | Barclays Center 18 043  | 19 - 5  |
| 25    | 5 décembre  | @ Toronto       | V 116-110      | Jayson Tatum (31) | Jayson Tatum (12)        | Jaylen Brown (8)    | Scotiabank Arena 19 800 | 20 - 5  |
| 26    | 7 décembre  | @ Phoenix       | V 125-98       | Brown, Tatum (25) | Blake Griffin (9)        | Smart, White (6)    | Footprint Center 17 071 | 21 - 5  |
| 27    | 10 décembre | @ Golden State  | D 107-123      | Jaylen Brown (31) | Jaylen Brown (9)         | Marcus Smart (5)    | Chase Center 18 064     | 21 - 6  |
| 28    | 12 décembre | @ L.A. Clippers | D 93-113       | Jaylen Brown (21) | Jayson Tatum (11)        | Malcolm Brogdon (6) | Crypto.com Arena 19 068 | 21 - 7  |
| 29    | 13 décembre | @ L.A. Lakers   | V 122-118 (OT) | Jayson Tatum (44) | Jaylen Brown (15)        | Trois joueurs (6)   | Crypto.com Arena 18 661 | 22 - 7  |
| 30    | 16 décembre | Orlando         | D 109-117      | Jayson Tatum (31) | Jayson Tatum (7)         | Marcus Smart (8)    | TD Garden 19 156        | 22 - 8  |
| 31    | 18 décembre | Orlando         | D 92-95        | Jaylen Brown (24) | Jaylen Brown (14)        | Marcus Smart (7)    | TD Garden 19 156        | 22 - 9  |
| 32    | 21 décembre | Indiana         | D 112-117      | Jayson Tatum (41) | Robert Williams III (12) | Malcolm Brogdon (7) | TD Garden 19 156        | 22 - 10 |
| 33    | 23 décembre | Minnesota       | V 121-109      | Jaylen Brown (36) | Al Horford (11)          | Marcus Smart (10)   | TD Garden 19 156        | 23 - 10 |
| 34    | 25 décembre | Milwaukee       | V 139-118      | Jayson Tatum (41) | Jayson Tatum (7)         | Marcus Smart (8)    | TD Garden 19 156        | 24 - 10 |
| 35    | 27 décembre | Houston         | V 126-102      | Jaylen Brown (39) | Robert Williams III (15) | Malcolm Brogdon (8) | TD Garden 19 156        | 25 - 10 |
| 36    | 29 décembre | L.A. Clippers   | V 116-110      | Brown, Tatum (29) | Jayson Tatum (11)        | Marcus Smart (9)    | TD Garden 19 156        | 26 - 10 |

| Match | Date match  | Équipe              | Score          | Meilleur marqueur | Meilleur rebondeur         | Meilleur passeur    | Lieux Spectateurs               | Série   |
| ----- | ----------- | ------------------- | -------------- | ----------------- | -------------------------- | ------------------- | ------------------------------- | ------- |
| 37    | 1er janvier | @ Denver            | D 111-123      | Jaylen Brown (30) | Jaylen Brown (8)           | Marcus Smart (7)    | Ball Arena 19 641               | 26 - 11 |
| 38    | 3 janvier   | @ Oklahoma City     | D 117-150      | Jaylen Brown (29) | Malcolm Brogdon (9)        | Marcus Smart (8)    | Paycom Center 16 778            | 26 - 12 |
| 39    | 5 janvier   | @ Dallas            | V 124-95       | Jayson Tatum (29) | Jayson Tatum (14)          | Jayson Tatum (10)   | American Airlines Center 20 413 | 27 - 12 |
| 40    | 7 janvier   | @ San Antonio       | V 121-116      | Jayson Tatum (34) | Horford, Williams III (11) | Derrick White (11)  | AT&T Center 18 354              | 28 - 12 |
| 41    | 9 janvier   | Chicago             | V 107-99       | Jayson Tatum (32) | Tatum, G. Williams (8)     | Jayson Tatum (7)    | TD Garden 19 156                | 29 - 12 |
| 42    | 11 janvier  | La Nouvelle-Orléans | V 125-112      | Jaylen Brown (41) | Jaylen Brown (12)          | Derrick White (6)   | TD Garden 19 156                | 30 - 12 |
| 43    | 12 janvier  | @ Brooklyn          | V 109-98       | Jayson Tatum (20) | Jayson Tatum (11)          | Marcus Smart (10)   | Barclays Center 18 125          | 31 - 12 |
| 44    | 14 janvier  | @ Charlotte         | V 122-106      | Jayson Tatum (33) | Robert Williams III (12)   | Marcus Smart (12)   | Spectrum Center 19 608          | 32 - 12 |
| 45    | 16 janvier  | @ Charlotte         | V 130-118      | Jayson Tatum (51) | Trois joueurs (9)          | Derrick White (8)   | Spectrum Center 19 227          | 33 - 12 |
| 46    | 19 janvier  | Golden State        | V 121-118 (OT) | Jayson Tatum (34) | Jayson Tatum (19)          | Jayson Tatum (6)    | TD Garden 19 156                | 34 - 12 |
| 47    | 21 janvier  | @ Toronto           | V 106-104      | Jaylen Brown (27) | Jaylen Brown (8)           | Jaylen Brown (6)    | Scotiabank Arena 19 800         | 35 - 12 |
| 48    | 23 janvier  | @ Orlando           | D 98-113       | Brown, Tatum (26) | Jayson Tatum (6)           | Jayson Tatum (7)    | Amway Center 19 196             | 35 - 13 |
| 49    | 24 janvier  | @ Miami             | D 95-98        | Jayson Tatum (31) | Jayson Tatum (14)          | Jayson Tatum (7)    | Miami-Dade Arena 19 705         | 35 - 14 |
| 50    | 26 janvier  | New York            | D 117-120 (OT) | Jayson Tatum (35) | Jayson Tatum (14)          | Malcolm Brogdon (6) | TD Garden 19 156                | 35 - 15 |
| 51    | 28 janvier  | L.A. Lakers         | V 125-121 (OT) | Jaylen Brown (37) | Jayson Tatum (11)          | Brogdon, Tatum (4)  | TD Garden 19 156                | 36 - 15 |

| Match                  | Date match  | Équipe         | Score          | Meilleur marqueur    | Meilleur rebondeur       | Meilleur passeur   | Lieux Spectateurs            | Série   |
| ---------------------- | ----------- | -------------- | -------------- | -------------------- | ------------------------ | ------------------ | ---------------------------- | ------- |
| 52                     | 1er février | Brooklyn       | V 139-96       | Jayson Tatum (31)    | Derrick White (10)       | Derrick White (5)  | TD Garden 19 156             | 37 - 15 |
| 53                     | 3 février   | Phoenix        | D 94-106       | Jaylen Brown (27)    | Al Horford (9)           | Jayson Tatum (5)   | TD Garden 19 156             | 37 - 16 |
| 54                     | 6 février   | @ Détroit      | V 111-99       | Jayson Tatum (34)    | Robert Williams III (15) | Derrick White (7)  | Little Caesars Arena 17 933  | 38 - 16 |
| 55                     | 8 février   | Philadelphie   | V 106-99       | Brogdon, White (19)  | Trois joueurs (8)        | Jayson Tatum (9)   | TD Garden 19 156             | 39 - 16 |
| 56                     | 10 février  | Charlotte      | V 127-116      | Jayson Tatum (41)    | Robert Williams III (16) | Derrick White (10) | TD Garden 19 156             | 40 - 16 |
| 57                     | 12 février  | Memphis        | V 119-109      | Derrick White (23)   | Robert Williams III (16) | Derrick White (10) | TD Garden 19 156             | 41 - 16 |
| 58                     | 14 février  | @ Milwaukee    | D 125-131 (OT) | Derrick White (27)   | Grant Williams (10)      | Derrick White (12) | Fiserv Forum 17 623          | 41 - 17 |
| 59                     | 15 février  | Détroit        | V 127-109      | Jayson Tatum (38)    | Jayson Tatum (9)         | Jayson Tatum (7)   | TD Garden 19 156             | 42 - 17 |
| NBA All-Star Game 2023 |             |                |                |                      |                          |                    |                              |         |
| 60                     | 23 février  | @ Indiana      | V 142-138 (OT) | Jayson Tatum (31)    | Jayson Tatum (12)        | Brogdon, Tatum (7) | Gainbridge Fieldhouse 16 125 | 43 - 17 |
| 61                     | 25 février  | @ Philadelphie | V 110-107      | Jaylen Brown (26)    | Jayson Tatum (13)        | Jayson Tatum (6)   | Wells Fargo Center 20 993    | 44 - 17 |
| 62                     | 27 février  | @ New York     | D 94-109       | Malcolm Brogdon (22) | Tatum, Williams III (7)  | Jayson Tatum (9)   | Madison Square Garden 19 812 | 44 - 18 |

| Match | Date match | Équipe       | Score           | Meilleur marqueur | Meilleur rebondeur  | Meilleur passeur    | Lieux Spectateurs                 | Série   |
| ----- | ---------- | ------------ | --------------- | ----------------- | ------------------- | ------------------- | --------------------------------- | ------- |
| 63    | 1er mars   | Cleveland    | V 117-113       | Jayson Tatum (41) | Trois joueurs (11)  | Jayson Tatum (8)    | TD Garden 19 156                  | 45 - 18 |
| 64    | 3 mars     | Brooklyn     | D 105-115       | Jaylen Brown (35) | Jayson Tatum (13)   | Marcus Smart (8)    | TD Garden 19 156                  | 45 - 19 |
| 65    | 5 mars     | New York     | D 129-131 (2OT) | Jayson Tatum (40) | Al Horford (14)     | Horford, Tatum (6)  | TD Garden 19 156                  | 45 - 20 |
| 66    | 6 mars     | @ Cleveland  | D 114-118 (OT)  | Jaylen Brown (32) | Jaylen Brown (13)   | Jaylen Brown (9)    | Rocket Mortgage FieldHouse 19 432 | 45 - 21 |
| 67    | 8 mars     | Portland     | V 115-93        | Jayson Tatum (30) | Malcolm Brogdon (9) | Derrick White (7)   | TD Garden 19 156                  | 46 - 21 |
| 68    | 11 mars    | @ Atlanta    | V 134-125       | Jayson Tatum (34) | Jayson Tatum (15)   | Brown, White (7)    | State Farm Arena 17 884           | 47 - 21 |
| 69    | 13 mars    | @ Houston    | D 109-111       | Jaylen Brown (43) | Jayson Tatum (8)    | Jayson Tatum (6)    | Toyota Center 18 055              | 47 - 22 |
| 70    | 15 mars    | @ Minnesota  | V 104-102       | Jaylen Brown (35) | Jayson Tatum (12)   | Horford, Smart (5)  | Target Center 17 136              | 48 - 22 |
| 71    | 17 mars    | @ Portland   | V 126-112       | Jayson Tatum (34) | Jayson Tatum (12)   | Al Horford (10)     | Moda Center 19 393                | 49 - 22 |
| 72    | 18 mars    | @ Utah       | D 117-118       | Jaylen Brown (25) | Luke Kornet (7)     | Brown, Tatum (6)    | Vivint Smart Home Arena 18 206    | 49 - 23 |
| 73    | 21 mars    | @ Sacramento | V 132-109       | Jayson Tatum (36) | Jayson Tatum (8)    | Derrick White (11)  | Golden 1 Center 18 111            | 50 - 23 |
| 74    | 24 mars    | Indiana      | V 120-95        | Jayson Tatum (34) | Al Horford (9)      | Derrick White (9)   | TD Garden 19 156                  | 51 - 23 |
| 75    | 26 mars    | San Antonio  | V 137-93        | Jaylen Brown (41) | Jaylen Brown (13)   | Malcolm Brogdon (9) | TD Garden 19 156                  | 52 - 23 |
| 76    | 28 mars    | @ Washington | D 111-130       | Jayson Tatum (28) | Jayson Tatum (9)    | Smart, Tatum (5)    | Capital One Arena 20 476          | 52 - 24 |
| 77    | 30 mars    | @ Milwaukee  | V 140-99        | Jayson Tatum (40) | Jayson Tatum (8)    | Marcus Smart (8)    | Fiserv Forum 18 073               | 53 - 24 |
| 78    | 31 mars    | Utah         | V 122-114       | Jayson Tatum (39) | Blake Griffin (12)  | Malcolm Brogdon (7) | TD Garden 19 156                  | 54 - 24 |

| Match | Date match | Équipe         | Score     | Meilleur marqueur     | Meilleur rebondeur      | Meilleur passeur      | Lieux Spectateurs         | Série   |
| ----- | ---------- | -------------- | --------- | --------------------- | ----------------------- | --------------------- | ------------------------- | ------- |
| 79    | 4 avril    | @ Philadelphie | D 101-103 | Derrick White (26)    | Al Horford (8)          | Horford, Tatum (6)    | Wells Fargo Center 21 104 | 54 - 25 |
| 80    | 5 avril    | Toronto        | V 97-93   | Malcolm Brogdon (29)  | Jaylen Brown (11)       | Jaylen Brown (5)      | TD Garden 19 156          | 55 - 25 |
| 81    | 7 avril    | Toronto        | V 121-102 | Sam Hauser (26)       | Robert Williams III (9) | Derrick White (10)    | TD Garden 19 156          | 56 - 25 |
| 82    | 9 avril    | Atlanta        | V 120-114 | Payton Pritchard (30) | Payton Pritchard (14)   | Payton Pritchard (11) | TD Garden 19 156          | 57 - 25 |

### Playoffs
| Playoffs Total: 11-9 (Domicile : 5-6; Extérieur : 6-3) |

| Match | Date match | Équipe    | Score     | Meilleur marqueur | Meilleur rebondeur       | Meilleur passeur    | Lieux Spectateurs       | Série |
| ----- | ---------- | --------- | --------- | ----------------- | ------------------------ | ------------------- | ----------------------- | ----- |
| 1     | 15 avril   | Atlanta   | V 112-99  | Jaylen Brown (29) | Jaylen Brown (12)        | Smart, White (7)    | TD Garden 19 156        | 1 - 0 |
| 2     | 18 avril   | Atlanta   | V 119-106 | Jayson Tatum (29) | Jayson Tatum (10)        | Malcolm Brogdon (8) | TD Garden 19 156        | 2 - 0 |
| 3     | 21 avril   | @ Atlanta | D 122-130 | Jayson Tatum (29) | Jayson Tatum (10)        | Marcus Smart (8)    | State Farm Arena 18 536 | 2 - 1 |
| 4     | 23 avril   | @ Atlanta | V 129-121 | Brown, Tatum (31) | Robert Williams III (15) | Al Horford (5)      | State Farm Arena 19 144 | 3 - 1 |
| 5     | 25 avril   | Atlanta   | D 117-119 | Jaylen Brown (35) | Jayson Tatum (8)         | Jayson Tatum (8)    | TD Garden 19 156        | 3 - 2 |
| 6     | 27 avril   | @ Atlanta | V 128-120 | Jaylen Brown (32) | Jayson Tatum (14)        | Jayson Tatum (7)    | State Farm Arena 19 176 | 4 - 2 |

| Match | Date match | Équipe         | Score          | Meilleur marqueur | Meilleur rebondeur | Meilleur passeur    | Lieux Spectateurs         | Série |
| ----- | ---------- | -------------- | -------------- | ----------------- | ------------------ | ------------------- | ------------------------- | ----- |
| 1     | 1er mai    | Philadelphie   | D 115-119      | Jayson Tatum (39) | Jayson Tatum (11)  | Marcus Smart (7)    | TD Garden 19 156          | 0 - 1 |
| 2     | 3 mai      | Philadelphie   | V 121-87       | Jaylen Brown (25) | Trois joueurs (7)  | Trois joueurs (4)   | TD Garden 19 156          | 1 - 1 |
| 3     | 5 mai      | @ Philadelphie | V 114-102      | Jayson Tatum (27) | Jayson Tatum (10)  | Malcolm Brogdon (6) | Wells Fargo Center 21 290 | 2 - 1 |
| 4     | 7 mai      | @ Philadelphie | D 115-116 (OT) | Jayson Tatum (24) | Jayson Tatum (18)  | Marcus Smart (7)    | Wells Fargo Center 21 264 | 2 - 2 |
| 5     | 9 mai      | Philadelphie   | D 103-115      | Jayson Tatum (36) | Jayson Tatum (10)  | Jayson Tatum (5)    | TD Garden 19 156          | 2 - 3 |
| 6     | 11 mai     | @ Philadelphie | V 95-86        | Marcus Smart (22) | Al Horford (11)    | Marcus Smart (7)    | Wells Fargo Center 21 337 | 3 - 3 |
| 7     | 14 mai     | Philadelphie   | V 112-88       | Jayson Tatum (51) | Jayson Tatum (13)  | Jayson Tatum (5)    | TD Garden 19 156          | 4 - 3 |

| Match | Date match | Équipe  | Score     | Meilleur marqueur  | Meilleur rebondeur | Meilleur passeur  | Lieux Spectateurs    | Série |
| ----- | ---------- | ------- | --------- | ------------------ | ------------------ | ----------------- | -------------------- | ----- |
| 1     | 17 mai     | Miami   | D 116-123 | Jayson Tatum (30)  | Jaylen Brown (9)   | Marcus Smart (11) | TD Garden 19 156     | 0 - 1 |
| 2     | 19 mai     | Miami   | D 105-111 | Jayson Tatum (34)  | Jayson Tatum (13)  | Jayson Tatum (8)  | TD Garden 19 156     | 0 - 2 |
| 3     | 21 mai     | @ Miami | D 102-128 | Jayson Tatum (14)  | Jayson Tatum (10)  | Marcus Smart (8)  | Kaseya Center 20 088 | 0 - 3 |
| 4     | 23 mai     | @ Miami | V 116-99  | Jayson Tatum (33)  | Jayson Tatum (11)  | Jayson Tatum (7)  | Kaseya Center 20 147 | 1 - 3 |
| 5     | 25 mai     | Miami   | V 110-97  | Derrick White (24) | Al Horford (11)    | Jayson Tatum (11) | TD Garden 19 156     | 2 - 3 |
| 6     | 27 mai     | @ Miami | V 104-103 | Jayson Tatum (31)  | Jayson Tatum (12)  | Derrick White (6) | Kaseya Center 20 201 | 3 - 3 |
| 7     | 29 mai     | Miami   | D 84-103  | Jaylen Brown (19)  | Jayson Tatum (11)  | Jaylen Brown (5)  | TD Garden 19 156     | 3 - 4 |

### Confrontations en saison régulière
| Conférence Est      | Conférence Est                             | Conférence Est                             | Conférence Est                             | Conférence Est                             | Conférence Ouest                           | Conférence Ouest                           | Conférence Ouest                           |
| Division Atlantique | Division Atlantique                        | Division Atlantique                        | Division Atlantique                        | Division Atlantique                        | Division Nord-Ouest                        | Division Nord-Ouest                        | Division Nord-Ouest                        |
| Équipe              | Domicile                                   | Domicile                                   | Extérieur                                  | Extérieur                                  | Équipe                                     | Domicile                                   | Extérieur                                  |
| ------------------- | ------------------------------------------ | ------------------------------------------ | ------------------------------------------ | ------------------------------------------ | ------------------------------------------ | ------------------------------------------ | ------------------------------------------ |
|                     |                                            |                                            |                                            |                                            | Denver                                     | 131-112                                    | 111-123                                    |
| Brooklyn            | 139-96                                     | 105-115                                    | 103-92                                     | 109-98                                     | Minnesota                                  | 121-109                                    | 104-102                                    |
| New York            | 117-120 (OT)                               | 129-131 (2OT)                              | 133-118                                    | 94-109                                     | Oklahoma City                              | 126-122                                    | 117-150                                    |
| Philadelphie        | 126-117                                    | 106-99                                     | 110-107                                    | 101-103                                    | Portland                                   | 115-93                                     | 126-112                                    |
| Toronto             | 97-93                                      | 121-102                                    | 116-110                                    | 106-104                                    | Utah                                       | 122-114                                    | 117-118                                    |
| Division            | 11–5 (Domicile : 5-3; Extérieur : 6-2)     | 11–5 (Domicile : 5-3; Extérieur : 6-2)     | 11–5 (Domicile : 5-3; Extérieur : 6-2)     | 11–5 (Domicile : 5-3; Extérieur : 6-2)     | Division                                   | 7–3 (Domicile : 5-0; Extérieur : 2-3)      | 7–3 (Domicile : 5-0; Extérieur : 2-3)      |
| Division Centrale   | Division Centrale                          | Division Centrale                          | Division Centrale                          | Division Centrale                          | Division Pacifique                         | Division Pacifique                         | Division Pacifique                         |
| Équipe              | Domicile                                   | Domicile                                   | Extérieur                                  | Extérieur                                  | Équipe                                     | Domicile                                   | Extérieur                                  |
| Chicago             | 123-118                                    | 107-99                                     | 102-120                                    | 107-121                                    | Golden State                               | 121-118 (OT)                               | 107-123                                    |
| Cleveland           | 123-132 (OT)                               | 117-113                                    | 113-114 (OT)                               | 114-118 (OT)                               | L.A. Clippers                              | 116-110                                    | 93-113                                     |
| Detroit             | 128-112                                    | 127-109                                    | 117-108                                    | 111-99                                     | L.A. Lakers                                | 125-121 (OT)                               | 122-118 (OT)                               |
| Indiana             | 112-117                                    | 120-95                                     | 142-138 (OT)                               |                                            | Phoenix                                    | 94-106                                     | 125-98                                     |
| Milwaukee           | 139-118                                    |                                            | 125-131 (OT)                               | 140-99                                     | Sacramento                                 | 122-104                                    | 132-109                                    |
| Division            | 11–7 (Domicile : 7-2; Extérieur : 4-5)     | 11–7 (Domicile : 7-2; Extérieur : 4-5)     | 11–7 (Domicile : 7-2; Extérieur : 4-5)     | 11–7 (Domicile : 7-2; Extérieur : 4-5)     | Division                                   | 7–3 (Domicile : 4-1; Extérieur : 3-2)      | 7–3 (Domicile : 4-1; Extérieur : 3-2)      |
| Division Sud-Est    | Division Sud-Est                           | Division Sud-Est                           | Division Sud-Est                           | Division Sud-Est                           | Division Sud-Ouest                         | Division Sud-Ouest                         | Division Sud-Ouest                         |
| Équipe              | Domicile                                   | Domicile                                   | Extérieur                                  | Extérieur                                  | Équipe                                     | Domicile                                   | Extérieur                                  |
| Atlanta             | 120-114                                    |                                            | 126-101                                    | 134-125                                    | Dallas                                     | 125-112                                    | 124-95                                     |
| Charlotte           | 140-105                                    | 127-116                                    | 122-106                                    | 130-118                                    | Houston                                    | 126-102                                    | 109-111                                    |
| Miami               | 134-121                                    | 116-120 (OT)                               | 111-104                                    | 95-98                                      | Memphis                                    | 119-109                                    | 109-106                                    |
| Orlando             | 109-117                                    | 92-95                                      | 126-120                                    | 98-113                                     | New Orleans                                | 125-112                                    | 117-109                                    |
| Washington          | 112-94                                     | 130-121                                    | 111-130                                    |                                            | San Antonio                                | 137-93                                     | 121-116                                    |
| Division            | 12–6 (Domicile : 6-3; Extérieur : 6-3)     | 12–6 (Domicile : 6-3; Extérieur : 6-3)     | 12–6 (Domicile : 6-3; Extérieur : 6-3)     | 12–6 (Domicile : 6-3; Extérieur : 6-3)     | Division                                   | 9–1 (Domicile : 5-0; Extérieur : 4-1)      | 9–1 (Domicile : 5-0; Extérieur : 4-1)      |
| Conférence          | 34–18 (Domicile : 18–8; Extérieur : 16–10) | 34–18 (Domicile : 18–8; Extérieur : 16–10) | 34–18 (Domicile : 18–8; Extérieur : 16–10) | 34–18 (Domicile : 18–8; Extérieur : 16–10) | Conférence                                 | 22–7 (Domicile : 14–1; Extérieur : 9–6)    | 22–7 (Domicile : 14–1; Extérieur : 9–6)    |
| Total               | 57–25 (Domicile : 32–9; Extérieur : 25–16) | 57–25 (Domicile : 32–9; Extérieur : 25–16) | 57–25 (Domicile : 32–9; Extérieur : 25–16) | 57–25 (Domicile : 32–9; Extérieur : 25–16) | 57–25 (Domicile : 32–9; Extérieur : 25–16) | 57–25 (Domicile : 32–9; Extérieur : 25–16) | 57–25 (Domicile : 32–9; Extérieur : 25–16) |

## Classements
| Conférence Est | Conférence Est             | Conférence Est | Conférence Est | Conférence Est | Conférence Est | Conférence Est | Conférence Est |
| No             | Franchise                  | Vic.           | Déf.           | MJ             | V/D            | GB             |                |
| -------------- | -------------------------- | -------------- | -------------- | -------------- | -------------- | -------------- | -------------- |
| 1              | z - Bucks de Milwaukee     | 58             | 24             | 82             | .707           | -              |                |
| 2              | y - Celtics de Boston      | 57             | 25             | 82             | .695           | 1              |                |
| 3              | x - 76ers de Philadelphie  | 54             | 28             | 82             | .659           | 4              |                |
| 4              | x - Cavaliers de Cleveland | 51             | 31             | 82             | .622           | 7              |                |
| 5              | x - Knicks de New York     | 47             | 35             | 82             | .573           | 11             |                |
| 6              | x - Nets de Brooklyn       | 45             | 37             | 82             | .549           | 13             |                |
|                |                            |                |                |                |                |                |                |
| 7              | x - Heat de Miami          | 44             | 38             | 82             | .537           | 14             |                |
| 8              | y - Hawks d'Atlanta        | 41             | 41             | 82             | .500           | 17             |                |
| 9              | pi - Raptors de Toronto    | 41             | 41             | 82             | .500           | 17             |                |
| 10             | pi - Bulls de Chicago      | 40             | 42             | 82             | .488           | 18             |                |
|                |                            |                |                |                |                |                |                |
| 11             | o - Pacers de l'Indiana    | 35             | 47             | 82             | .427           | 23             |                |
| 12             | o - Wizards de Washington  | 35             | 47             | 82             | .427           | 23             |                |
| 13             | o - Magic d'Orlando        | 34             | 48             | 82             | .415           | 24             |                |
| 14             | o - Hornets de Charlotte   | 27             | 55             | 82             | .329           | 31             |                |
| 15             | o - Pistons de Détroit     | 17             | 65             | 82             | .207           | 41             |                |

| Division Atlantique       | V  | D  | MJ | V/D  | GB | Dom   | Ext   | Div  |
| ------------------------- | -- | -- | -- | ---- | -- | ----- | ----- | ---- |
| y - Celtics de Boston     | 57 | 25 | 82 | .695 | –  | 32-9  | 25-16 | 11-5 |
| x - 76ers de Philadelphie | 54 | 28 | 82 | .659 | 3  | 29-12 | 25-16 | 10-6 |
| x - Knicks de New York    | 47 | 35 | 82 | .573 | 10 | 23-18 | 24-17 | 8-8  |
| x - Nets de Brooklyn      | 45 | 37 | 82 | .549 | 12 | 23-18 | 22-19 | 7-9  |
| pi - Raptors de Toronto   | 41 | 41 | 82 | .500 | 16 | 27-14 | 14-27 | 4-12 |